# Église San Francesco d'Assisi a Mergellina
L'église de l'Immaculée-Conception (chiesa dell'Immacolata Concezione), plus connue comme église Saint-François-d'Assise-de-Mergellina (chiesa di San Francesco d'Assisi a Mergellina), est une grande église de Naples donnant sur le corso Vittorio Emanuele, dans la zone de Mergellina du quartier de Chiaia.

## Histoire et description

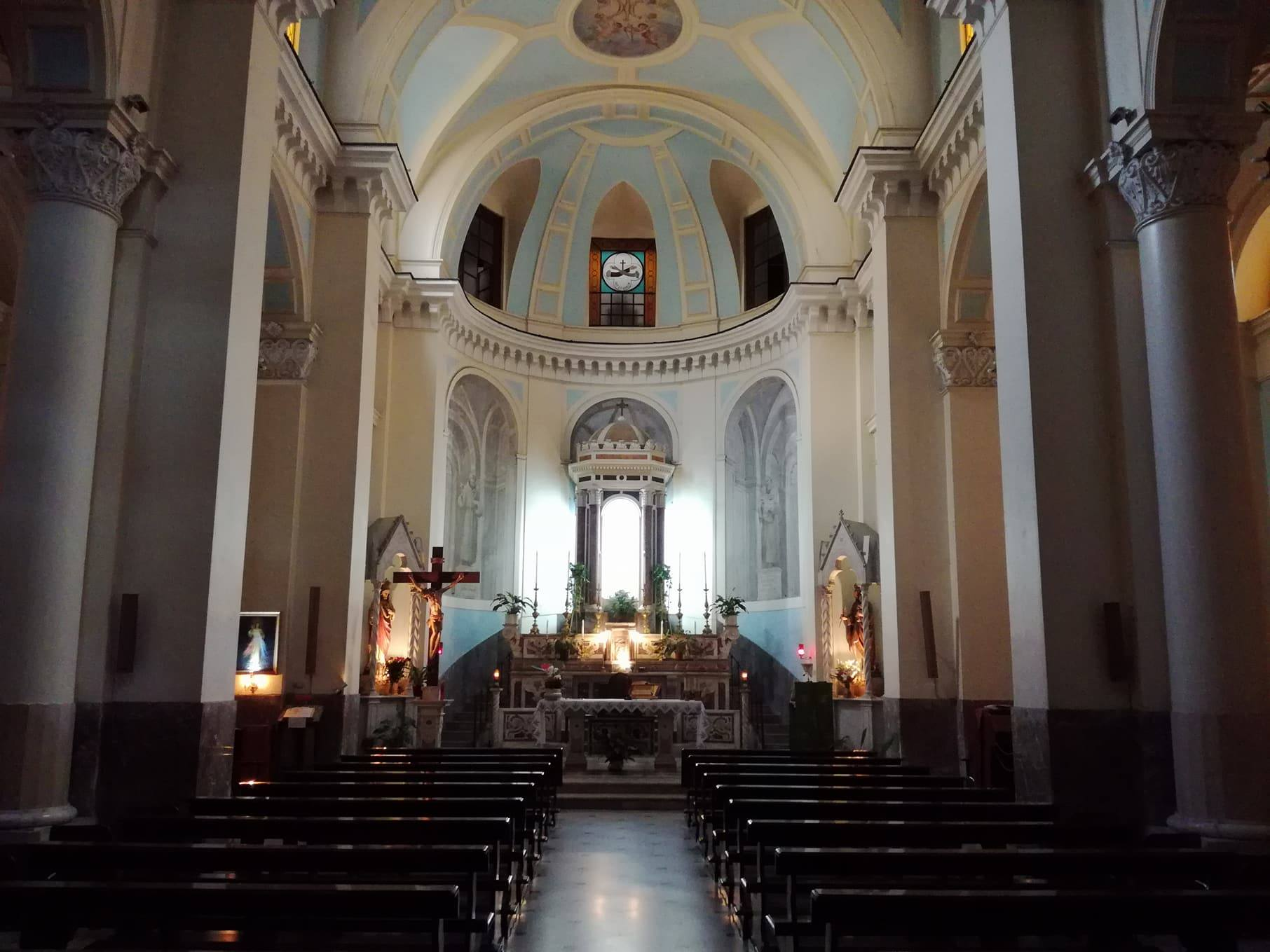
L'intérieur

L'église est construite d'après un projet de l'ingénieur Filippo Botta pour les frères capucins à partir de 1875 et consacrée en 1879. L'édifice présente une façade de goût éclectique, plutôt rare à Naples, où le baroque est plus présent. Elle est scandée dans le sens vertical de pilastres qui encadrent des biforia et des niches abritant les statues de l'Immaculée Conception et de saint François d'Assise qui patronnent l'église. Au sommet, la façade est terminée par une série de petits arcs formant une bande lombarde.
L'intérieur s'inscrit dans un plan basilical à trois nefs, fermé par une abside semi-circulaire.